# Judith Demba
Judith Demba (* 20. April 1957 in Laucha, Kreis Nebra) ist eine deutsche Politikerin und Mitbegründerin der Grünen Partei in der DDR.

## Leben
Demba war zunächst Chemiefacharbeiterin im Petrolchemischen Kombinat Schwedt, dann politische Mitarbeiterin in einem Kreisvorstand des FDGB. 1979 wurde sie als Kandidatin in die SED aufgenommen. Im selben Jahr gab sie wegen politischer Differenzen die Mitarbeit im Kreisvorstand des FDGB auf und arbeitete danach als Chemielaborantin im Werk für Fernsehelektronik. 1980 trat sie aus der SED aus.
1986 gründete sie im Kulturbund der DDR eine Arbeitsgruppe Stadtökologie. 1989 gehörte sie mit Carlo Jordan, Carola Stabe und anderen zu den Mitbegründern der Grünen Partei in der DDR, vertrat diese am Zentralen Runden Tisch und wurde im Februar 1990 Mitglied des Parteivorstandes.
Von 1990 bis 1999 war sie für Bündnis 90/Die Grünen Mitglied des Berliner Abgeordnetenhauses. Dort vertrat sie die Fraktion unter anderem als umweltpolitische Sprecherin im Ausschuss für Stadtentwicklung, Umweltschutz und Technologie und im Sportausschuss. Bekannt wurde sie wegen ihres Engagements gegen die (dann gescheiterte) Bewerbung Berlins als Austragungsort der Olympischen Sommerspiele für das Jahr 2000.
1999 trat sie aus Protest gegen den Kosovokrieg aus der Partei Bündnis 90/Die Grünen aus. Seitdem engagiert sie sich in verschiedenen Initiativen gegen Rechtsextremismus.
Im Dezember 2000 wurde sie Mitarbeiterin im Zentrum Demokratische Kultur – damals ein Projekt der Regionalen Arbeitsstelle für Ausländerfragen, Jugendarbeit und Schule Berlin.
Sie verließ die RAA 2003 und wurde im September des gleichen Jahres Geschäftsführerin des Bildungswerks Berlin, der Landesstiftung der Heinrich-Böll-Stiftung.
Von 2005 bis 2009 war sie Mitarbeiterin im Berliner Büro des Abgeordneten Tobias Pflüger der Fraktion Vereinte Europäische Linke/Nordische Grüne Linke im Europaparlament.
Von 2010 bis 2012 war sie Fraktionsgeschäftsführerin der Fraktion DIE LINKE im Landtag von NRW, die in dieser Wahlperiode des Landtags mit 11 Abgeordneten vertreten war.